# Mapa

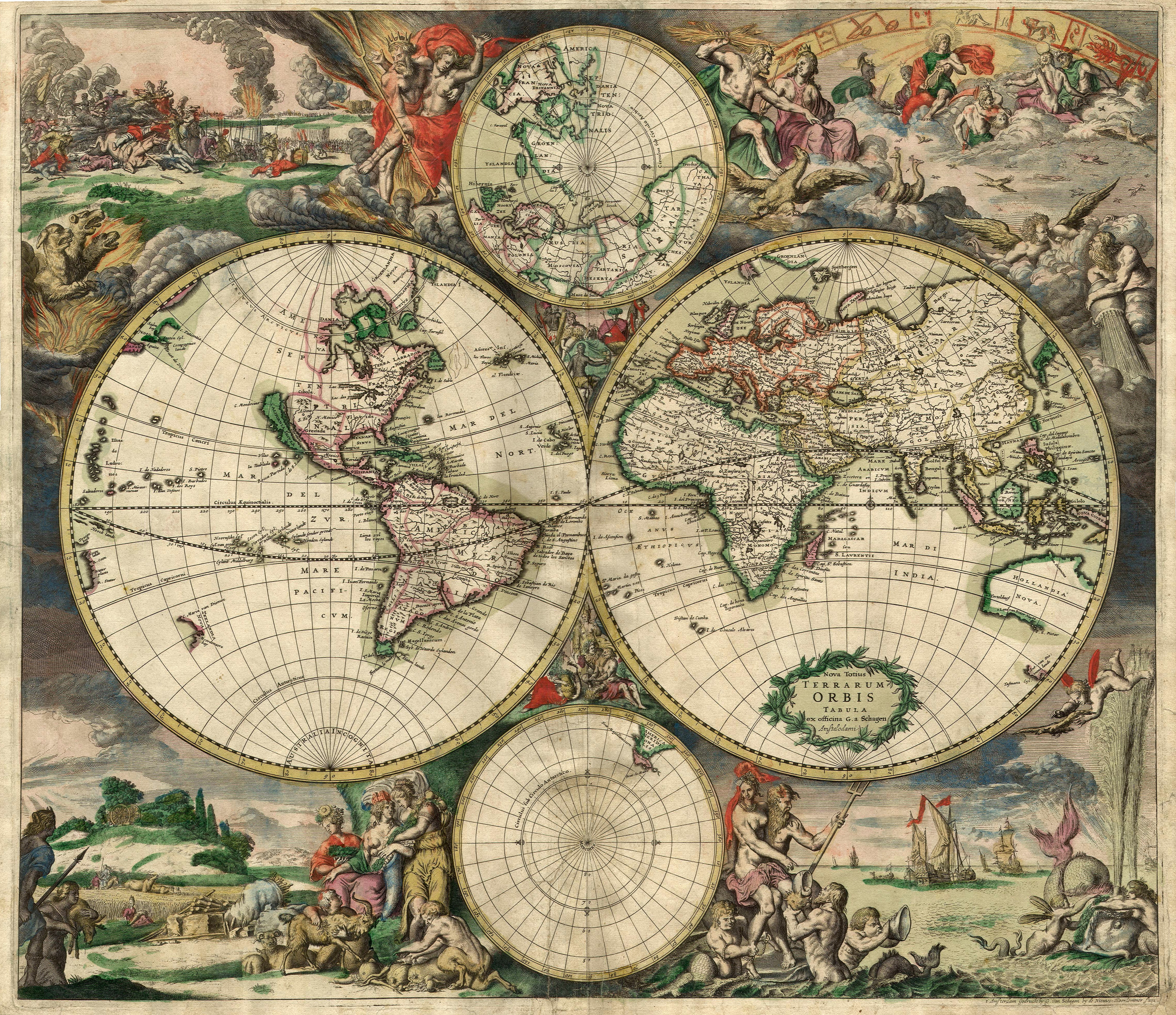
Nova totius terrarum orbis tabula Amstelodami, mapa świata z 1689 roku

Mapa (z łac. mappa – obrus) – graficzny obraz powierzchni Ziemi lub jej części (także nieba lub planety czy innego ciała niebieskiego), wykonywany na płaszczyźnie, w skali, według zasad odwzorowania kartograficznego, przy użyciu umownych znaków graficznych. Mapa stanowi podstawowe narzędzie badań i prezentacji wyników w historii, geografii i geodezji.
Przeniesienie powierzchni ze sfery (Ziemia nie jest idealną kulą, ma nieregularny kształt geoidy, ale przy sporządzaniu mapy przyjmuje się założenie o jej kulistości, lub że jest elipsoidą obrotową) na płaską powierzchnię mapy wymaga:
- zastosowania odpowiedniego rzutu, czyli odwzorowania kartograficznego,
- zmniejszenia obrazu do żądanej skali,
- zastosowania przyjętych znaków umownych (zobacz: legenda mapy),
- uogólnienia przedstawionego obrazu.

Nauka o mapach to kartografia, zaś znaki kartograficzne to symbole, za pomocą których wyraża się treść mapy.

## Elementy mapy
- obraz kartograficzny – główna część mapy, przedstawiająca informacje o obiektach i zjawiskach oraz ich rozmieszczeniu. Wiadomości te tworzą treść mapy;
- osnowa matematyczna – przyjęte odwzorowanie kartograficzne i związana z nim siatka kartograficzna, skala oraz sieć punktów osnowy geodezyjnej. Ten ostatni element to przeniesione na mapę punkty na Ziemi mające precyzyjnie określoną pozycje i wysokość;
- elementy pomocnicze – ułatwiają korzystanie z mapy. To głównie legenda, czyli opis umowny znaków użytych na mapie. Czasami są to wykresy do pomiarów na mapach;
- dane uzupełniające – to przekroje, diagramy, tabele. Ten element nie jest konieczny, ale bardzo wzbogaca mapę i ułatwia korzystanie z niej.

## Podział map

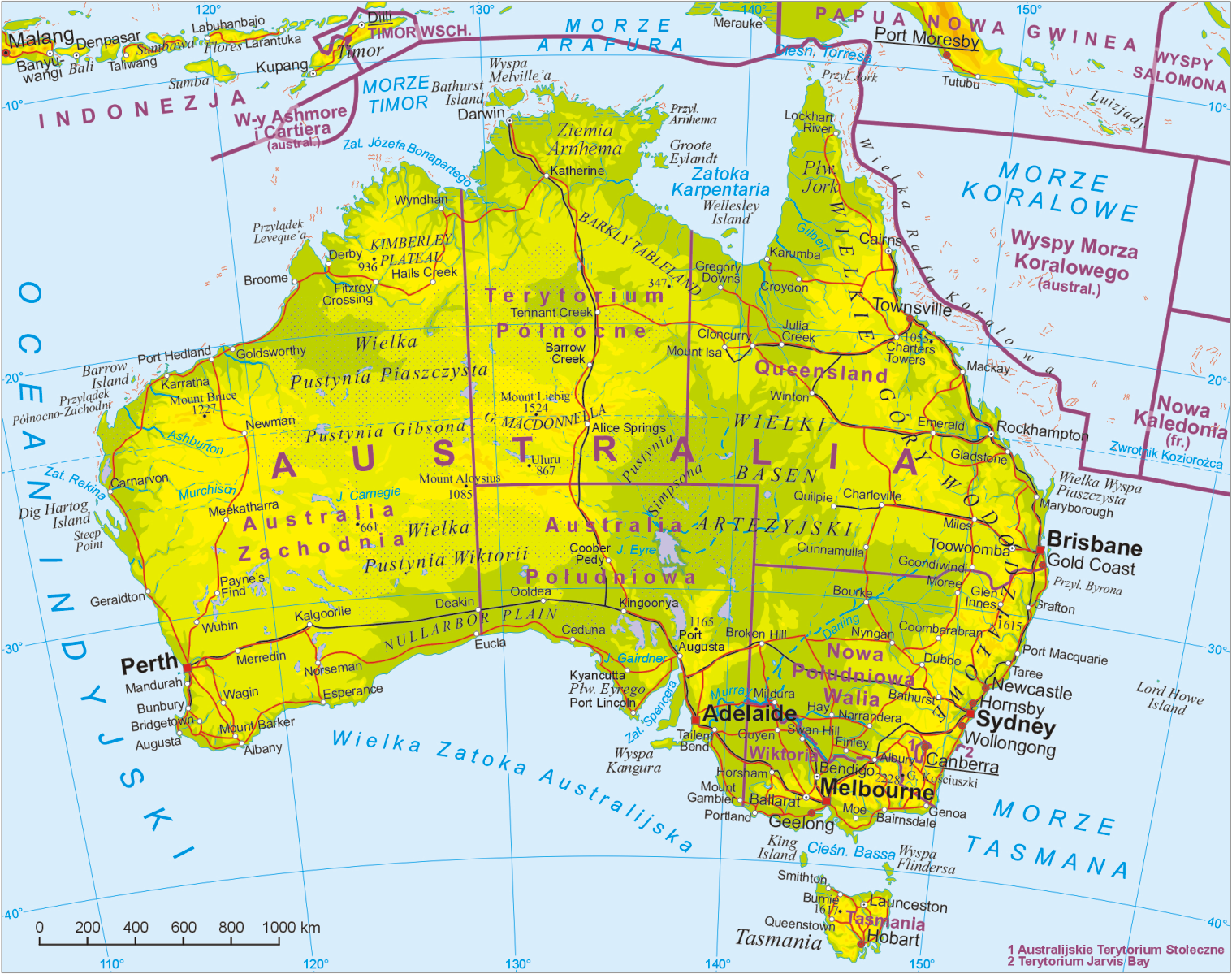
Przykład mapy przeglądowej

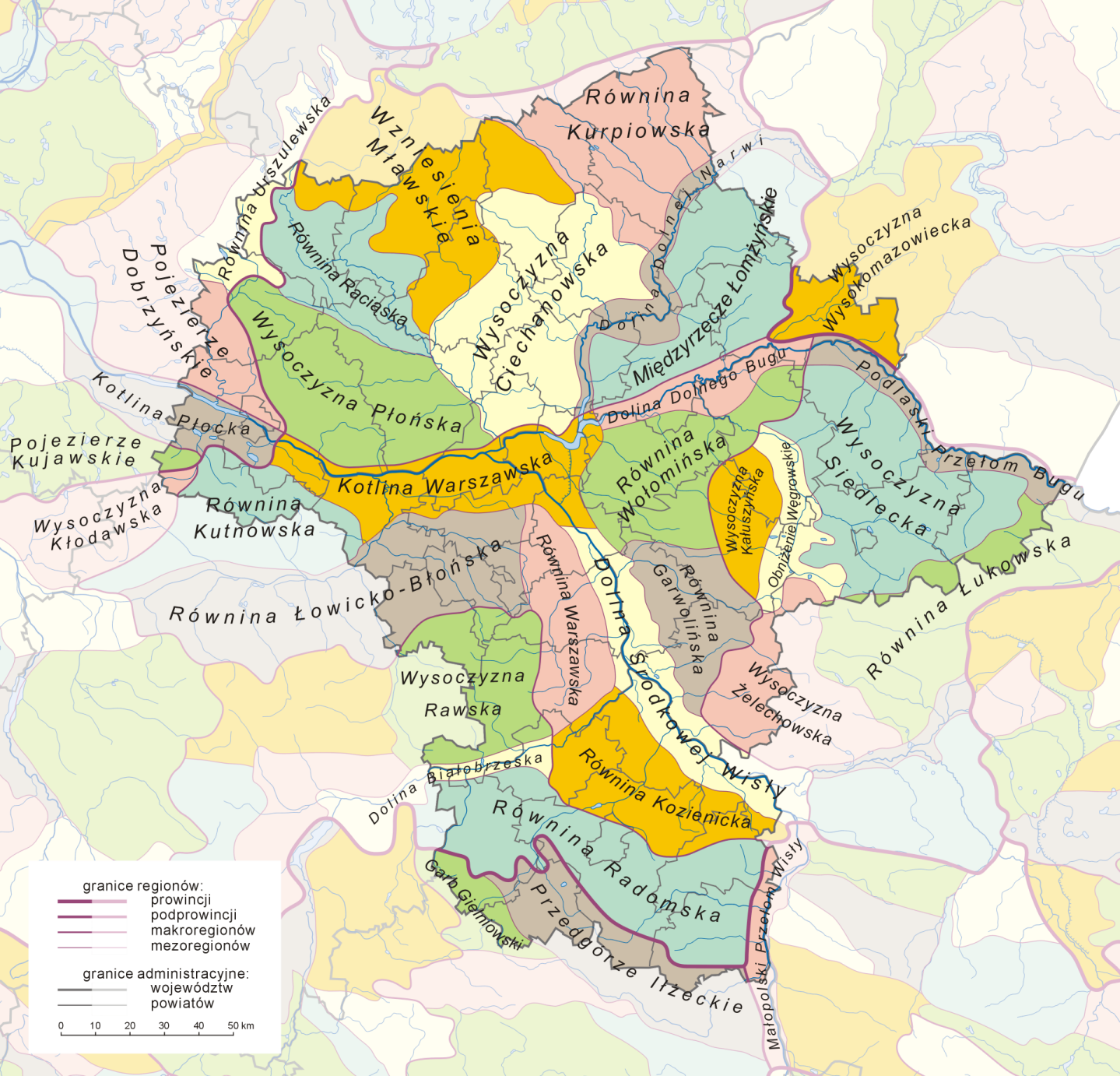
Przykład mapy tematycznej

### Ze względu na treść
Klasyfikacja map ogólnogeograficznych i tematycznych, opracowana przez państwową służbę geodezyjną i kartograficzną do celów gospodarczych i społecznych, została wprowadzona w Polsce geodezyjną instrukcją O-2.
Ogólny podział map ze względu na treść:
- ogólnogeograficzne
  - topograficzne
  - przeglądowo-topograficzne
  - przeglądowe
- tematyczne
  - społeczno-gospodarcze
  - przyrodnicze, fizycznogeograficzne
  - polityczno-administracyjne

#### Podział map społeczno-gospodarczych
- społeczne, m.in.:
  - demograficzne
  - wybranych elementów socjalno-bytowych
- gospodarcze, m.in.:
  - mapa zasadnicza
  - zagospodarowania terenu
  - uzbrojenia terenu
  - swobody dyspozycyjnej terenu
  - mapa akustyczna (mapa hałasu)
  - komunikacji (lądowej, wodnej, powietrznej)
    - drogowej
    - morskiej
    - lotniczej

  - gospodarki mieszkaniowej
  - przemysłu
  - rolnictwa
  - usług

#### Podział map przyrodniczych
- fizjograficzne, m.in.:
  - geologiczne
  - hipsometryczne
  - geomorfologiczne
  - hydrograficzne
  - klimatu
  - glebowe
  - szaty roślinnej
  - świata zwierzęcego
- sozologiczne
  - zagrożenia środowiska
  - ochrony środowiska

### Ze względu na skalę
- mapy wielkoskalowe (skala od 1:100 do 1:10 000)
- mapy średnioskalowe (od 1:20 000 do 1:300 000)
- mapy małoskalowe (poniżej 1:500 000)[2]

lub
- mapy zasadnicze w skali od 1:500 do 1:5 000
- mapy topograficzne w skali od 1:5 000 do 1:200 000, przedstawiające szczegółowo np. rzeźbę terenu lub sieć dróg
- mapy przeglądowo-topograficzne w skali od 1:200 000 do 1:1 000 000, zawierające zgeneralizowane elementy bardziej szczegółowych map topograficznych. Przedstawiają np. pokrycie i rzeźbę terenu, sieć komunikacyjną lub wodną
- mapy przeglądowe w skali mniejszej niż 1:1 000 000, mocno zgeneralizowane, przedstawiają ogólny obraz kontynentów lub ich większych części[3]

Drugi podział jest nie do końca precyzyjny, gdyż identyczne nazwy stosuje się przy podziale map ze względu na ich treść – mapa w skali 1:100 000 może być ze względu na szczegółowość treści mapą przeglądową (np. mapa ścienna), pomimo że jest w skali map topograficznych.

## Metody prezentacji kartograficznej zjawisk
- metoda sygnaturowa
- metoda zasięgów
- metoda chromatyczna
- metoda kartodiagramu
- metoda kropkowa
- metoda kartogramu
- metoda izolinii

## Terminmapaw innych dziedzinach
Termin mapa oznacza jako synonim także:
- w programowaniu – tablicę asocjacyjną
- w teorii grafów: termin związany z grafami planarnymi
- w matematyce: typ przekształcenia